# Lycostomus rubrocinctus
Lycostomus rubrocinctus is een keversoort uit de familie netschildkevers (Lycidae). De wetenschappelijke naam van de soort werd in 1886 gepubliceerd door Léon Marc Herminie Fairmaire.